# Galafura e Covelinhas
Galafura e Covelinhas (oficialmente: União das Freguesias de Galafura e Covelinhas) é uma freguesia portuguesa do município de Peso da Régua, com 15,85 km² de área e 705 habitantes (censo de 2021). A sua densidade populacional é 44,5 hab./km².

## História
Foi criada aquando da reorganização administrativa de 2012/2013, resultando da agregação das antigas freguesias de Galafura e Covelinhas:

## Demografia
A população registada nos censos foi:
| Distribuição da População por Grupos Etários | Distribuição da População por Grupos Etários | Distribuição da População por Grupos Etários | Distribuição da População por Grupos Etários | Distribuição da População por Grupos Etários | Distribuição da População por Grupos Etários |
| -------------------------------------------- | -------------------------------------------- | -------------------------------------------- | -------------------------------------------- | -------------------------------------------- | -------------------------------------------- |
| Antes da agregação                           |                                              |                                              |                                              |                                              |                                              |
| Ano                                          | 0-14 anos                                    | 15-24 anos                                   | 25-64 anos                                   | >= 65 anos                                   | Total                                        |
| 2001                                         | 207                                          | 195                                          | 536                                          | 166                                          | 1104                                         |
| 2011                                         | 139                                          | 105                                          | 455                                          | 187                                          | 886                                          |
| Após a agregação                             |                                              |                                              |                                              |                                              |                                              |
| Ano                                          | 0-14 anos                                    | 15-24 anos                                   | 25-64 anos                                   | >= 65 anos                                   | Total                                        |
| 2021                                         | 54                                           | 79                                           | 368                                          | 204                                          | 705                                          |